# Mendel Levin Nathanson

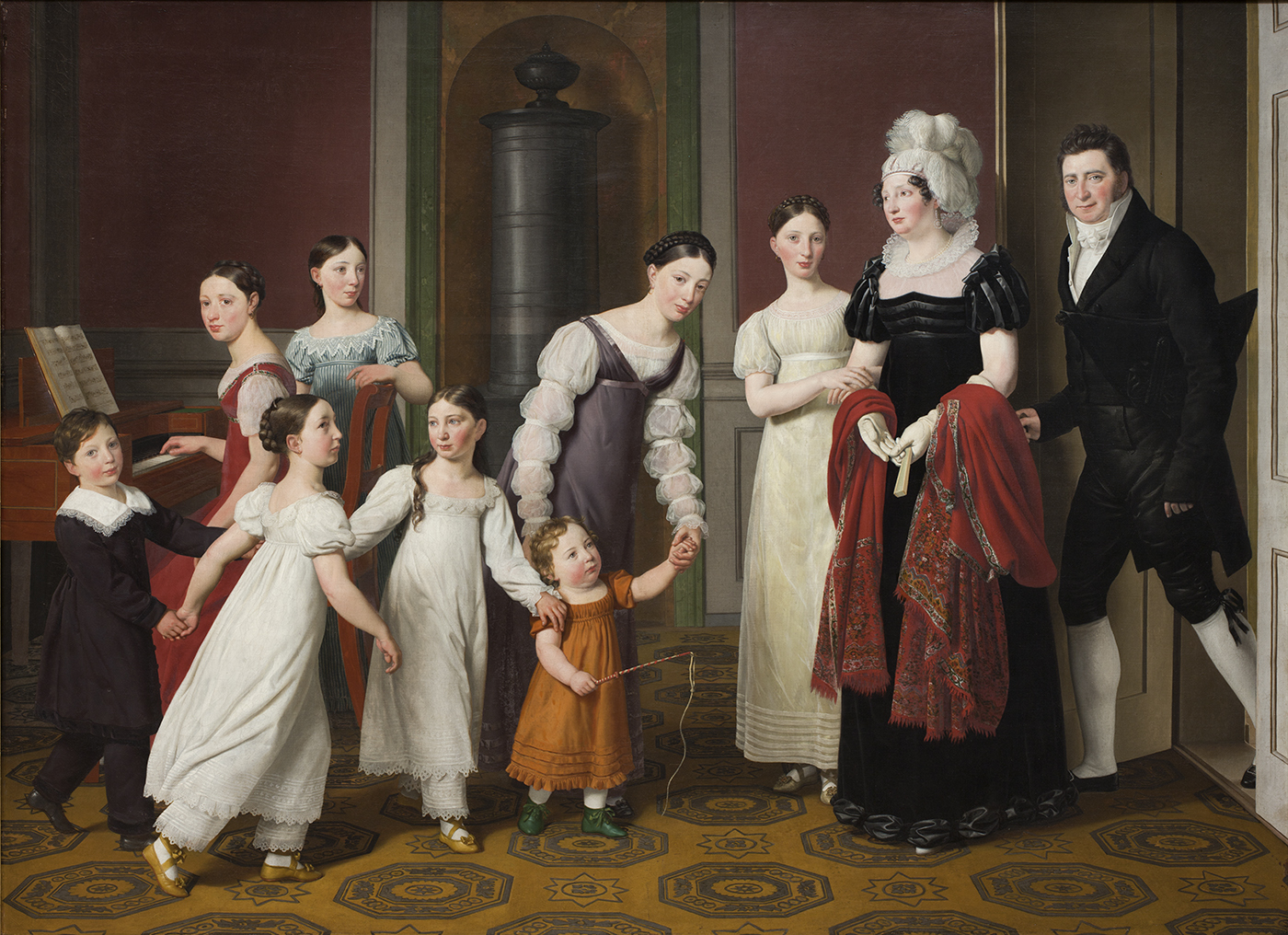
C.W. Eckersbergs målning Familjen Nathanson från 1818 visar Mandel Levin längst till höger. Han och hustrun har just kommit hem där de möts av sina barn.

Mendel Levin Nathanson, född 20 november 1780 i Altona, död 6 oktober 1868, var en dansk köpman och tidningsman.
Nathanson, som var av judisk börd, kom 1792 till Köpenhamn, där han snart blev känd som en driftig köpman, knöt förbindelser med England och 1806 upptogs i sin morbror hovrådet Meyers affär. Under den ekonomiska krisen under kriget gjorde han regeringen stora tjänster. Själv förvärvade han en ansenlig förmögenhet, som han använde frikostigt till stöd åt konsten med en samling tavlor för ett planerat Holbergsgalleri och för spridande av upplysning bland judar och förbättrande av deras medborgerliga ställning. 
Hans största förtjänst ligger också i strävandena för judarnas integration. 1805 och 1810 upprättade han judiska skolor och fick danska språket infört vid judisk gudstjänst, varigenom det fick inträde även i judiska hem. Han lät vidare döpa alla sina barn; han blev farfar till författaren
Peter Nansen. Hans verksamhet på detta område framgår bäst ur hans Historisk Fremstilling af Jødernes Forhold i Danmark, især i Kjøbenhavn (1860). 
Nathanson måste emellertid 1820 göra cession och ägnade sig sedan åt nationalekonomiska studier. Åren 1832–1834 utgav han Danmarks Handel, Skibsfart, Penge- og Finansvæsen fra 1730 til 1830, som innehåller ett både nytt och rikt material, om än inte alltid behandlat med tillbörlig kritik, omarbetat till Danmarks National- og Statshusholdning fra Frederik IV indtil Nutiden (1836; ny upplaga 1844); han skrev senare Om Mynt- og Bankvæsen (1855-62). 
År 1838 övertog Nathanson redaktionen av Berlingske tidende, som han under 20 år förbättrade och vars upplaga mångdubblades. Sin integritet bevarade han alltid, trots att tdiningen var regeringsorgan, och han bidrog till lösningen av flera ekonomiska spörsmål. Nathanson fick etatsråds titel 1860.

## Utmärkelser
- Riddare av Dannebrogorden,  1855[2]
- Dannebrogsmännens hederstecken,  1859[2]

[Redigera Wikidata]